# Formand for Forbundsdagen
Formanden for Forbundsdagen eller forbundsdagsformanden (tysk: Präsident des Deutschen Bundestages eller Bundestagspräsident) leder møderne i Forbundsdagen, Tysklands føderale parlament. I den tyske rangorden er embedet det næsthøjeste efter præsidenten og foran kansleren.
Den nuværende formand er Julia Klöckner (CDU) som blev valgt under den første samling af den 21. Forbundsdag den 25. marts 2025.

## Valg og skikke
Forbundsdagens formand vælges under den konstituerende samling i hver valgperiode efter et forbundsdagvalg eller i en senere samling, hvis embedet er blevet ledigt, af alle medlemmer af Forbundsdagen. Formanden skal være medlem af Forbundsdagen. Indtil valget af formanden ledes sessionen af den såkaldte aldersformand (Alterspräsident). Siden 2017 har dette været det længst siddende medlem af Forbundsdagen. Fra 1949 til 2017 var det det ældste medlem af Forbundsdagen efter alder.
Normalt er formanden for Forbundsdagen medlem af den største parlamentariske gruppe. Denne skik opstod allerede i Weimarrepublikkens tid, men dette er ikke påkrævet ved lov. Valgperioden for formanden udløber med Forbundsdagens valgperiode, og der er ikke mulighed for en tidligere fjernelse. Formandskabet kan kun ophøre før tid, hvis man fratræder stillingen, forlader Forbundsdagen eller dør. Formanden kan genvælges i næste valgperiode, forudsat at personen fortsat er medlem af Forbundsdagen.
Traditionelt bliver formanden for Forbundsdagen valgt uden kamp. Den eneste undtagelse hidtil har været i 1954 efter Hermann Ehlers uventede død. Ernst Lemmer stillede op mod den "officielle" CDU/CSU-kandidat, Eugen Gerstenmaier, og tabte efter tre afstemninger med en margen på 14 stemmer (204 for Gerstenmaier, 190 for Lemmer, 15 undlod at stemme).

## Forbundsdagens præsidium
Foruden Forbundsdagens formand er der flere næstformænd for Forbundsdagen (Vizepräsident des Deutschen Bundestages eller Bundestagsvizepräsident), som kommer fra de forskellige parlamentsgrupper. Antallet af næstformænd blev først fastsat i Forbundsdagens forretningsorden (Geschäftsordnung) i 1994, hvor det blev besluttet, at hver parlamentarisk gruppe skulle være repræsenteret af mindst én næstformand. Der er dog ikke valgt nogen AfD-kandidat til næstformand til den 21. Forbundsdag. Tilsammen udgør formanden og næstformændene Forbundsdagens præsidium.
I den nuværende 21. Forbundsdag valgt i 2025 er næstformændene:
- Josephine Ortleb (SPD)
- Andrea Lindholz (CDU/CSU)
- Omid Nouripour (Bündnis 90/Die Grünen)
- Bodo Ramelow (Die Linke)

## Liste over forbundsdagsformænd
- Erich Köhler (1892-1958): 7. september 1949 til 18. oktober 1950
- Hermann Ehlers (1904-1954): 19. oktober 1950 til 29 oktober 1954
- Eugen Gerstenmaier (1906-1986): 16. november 1954 til 31 januar 1969
- Kai-Uwe von Hassel (1913-1997): 5. februar 1969 til 13. december 1972
- Annemarie Renger (1919-2008): 13 december 1972 til 14. december 1976
- Karl Carstens (1914-1992): 14. december 1976 til 31. maj 1979
- Richard Stücklen (1916-2002): 31. maj 1979 til 29. marts 1983
- Rainer Barzel (1924-2006): 29. marts 1983 til 25. oktober 1984
- Philipp Jenninger (1932-2018): 5. november 1984 til 11. november 1988
- Rita Süssmuth (født 1937): 25. november 1988 til 26. oktober 1998
- Wolfgang Thierse (født 1943): 26. oktober 1998 til 18. oktober 2005
- Norbert Lammert (født 1948): 18. oktober 2005 til 24. oktober 2017
- Wolfgang Schäuble (1942-2023): 24. oktober 2017 til 26. oktober 2021
- Bärbel Bas (født 1968): 26. oktober 2021 til 25. marts 2025
- Julia Klöckner (født 1972): fra 25. marts 2025